# Utrechter Psalter

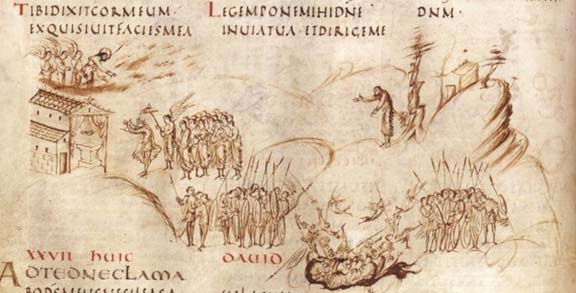
Utrechter Psalter, Folio 15 v

Der Utrechter Psalter (seit 1732 in der Universitätsbibliothek Utrecht, Ms. Bibl. Rhenotraiectinae, Ms. 32) ist ein Meisterwerk der Karolingischen Buchkunst. Er wurde um 820 bis 835 n. Chr. im Benediktiner-Kloster Hautvillers bei Reims angefertigt und mit 166 Federzeichnungen ausgestattet. Aus der gleichen sogenannten Reimser Schule und wohl von den gleichen zu diesem Zweck versammelten Schreibern und Buchmalern stammt das Ebo-Evangeliar.
Die Handschrift wurde vermutlich von Ebo, dem Erzbischof von Reims in Auftrag gegeben. Um 1000 kam sie nach England, nach der Auflösung der englischen Klöster ging sie in Privatbesitz über. Im 16. Jahrhundert war sie im Privatbesitz von Sir Robert Cotton. 1858 wurde sie in Utrecht neu entdeckt.
Der Psalter stellt viele der kulturellen Errungenschaften der Karolinger-Zeit dar, indem zu den 150 Psalmen noch 16 Cantica hinzugefügt wurden. Die Tradition, die Psalmen interpretierend zu gestalten, leitet sich aus der Palastschule Karls des Großen in Aachen ab. 
2015 wurde der Psalter von der UNESCO zum Weltdokumentenerbe erklärt.